# Smrdan, Prokuplje
Smrdan (izvirno srbsko Смрдан) je naselje v Srbiji, ki upravno spada pod Občino Prokuplje; slednja pa je del Topliškega upravnega okraja.

## Demografija
V naselju živi 86 polnoletnih prebivalcev, pri čemer je njihova povprečna starost 53,1 let (49,8 pri moških in 56,9 pri ženskah). Naselje ima 40 gospodinjstev, pri čemer je povprečno število članov na gospodinjstvo 2,38.
To naselje je popolnoma srbsko (glede na rezultate popisa iz leta 2002).
|  |

| Demografija | Demografija     | Demografija     |
| Leto        | Št. prebivalcev | Št. prebivalcev |
| ----------- | --------------- | --------------- |
|             |                 |                 |
|             |                 |                 |
|             |                 |                 |
|             |                 |                 |
| 1948        | 218             |                 |
| 1953        | 233             |                 |
| 1961        | 198             |                 |
| 1971        | 131             |                 |
| 1981        | 121             |                 |
| 1991        | 103             | 103             |
| 2002        | 100             | 95              |
|             |                 |                 |

| Etnična sestava po popisu iz leta 2002 | Etnična sestava po popisu iz leta 2002 | Etnična sestava po popisu iz leta 2002 | Etnična sestava po popisu iz leta 2002 | Etnična sestava po popisu iz leta 2002 |
| -------------------------------------- | -------------------------------------- | -------------------------------------- | -------------------------------------- | -------------------------------------- |
| Srbi                                   | Srbi                                   |                                        | 95                                     | 100,0%                                 |
| Neznano                                | Neznano                                |                                        | 0                                      | 0,0%                                   |